# 刘恭 (式侯)
刘恭（？—52年），太山式人，西汉城阳景王刘章之后。曾祖为城阳荒王刘顺，祖父为式节侯刘宪，父为式侯刘萌，王莽篡位，国廢，为式人。

## 生平
刘恭出身漢朝皇族，为城阳景王刘章之后。王莽篡位，刘恭之父式侯刘萌成为平民。刘恭少习《尚书》，略通大义。王莽末年，赤眉军过太山，刘恭及其弟刘茂、刘盆子皆为赤眉军掳掠至军中。
公元23年，更始帝刘玄立，赤眉军闻汉朝復辟，遂西降更始帝。刘恭随樊崇等西入洛阳，被封为式侯。以明經數言事，拜侍中，從更始在長安。
后赤眉军复叛，透過巫師向城陽景王祈禱，以抽籤方式，立劉恭的弟弟劉盆子為帝，攻更始帝，劉恭自首入狱。赤眉于更始三年（25年）九月入长安，刘恭得知，枷锁没解除就出狱投奔更始帝。中途遇到京兆尹解恽和定陶王刘祉。刘祉解开刘恭枷锁并和解恽以及刘恭一同和更始帝会合。赤眉号称20天内更始帝投降，可以封为长沙王，更始帝刘玄于是于同年十一月让刘恭向赤眉请降。赤眉本欲杀死更始帝，刘恭大怒要自刎，赤眉首领急忙制止，并封更始帝为畏威侯。刘恭不满，持续向赤眉施压，最后更始帝受封长沙王。刘恭对投降后的更始帝竭力保护。但更始帝终为谢禄所杀，刘恭为此深恨谢禄。
赤眉军进占长安后，军纪混乱，在关中四处劫掠为生。建武二年，赤眉军为关中贼所败，加上关中大饥，赤眉退出关中，企图东归。刘恭见赤眉军混乱，知其必败，密教其弟刘盆子封玺绶，习辞让之礼，以求兄弟自保免祸。赤眉军东归，为光武帝刘秀所阻并包围，赤眉军投降。刘恭以其先见之明深得光武帝赞许，仍旧为式侯，侍中之职不变。然而刘恭怨谢禄杀更始帝，欲找机会为其报仇。后趁谢禄不备，刺杀谢禄，并自系狱。光武帝怜其忠义，赦不诛，官复如故。后更始帝之子寿光侯刘鲤怨其弟刘盆子害其父，遂和沛献王刘辅聯手结客刺杀刘恭。

## 家庭
- 曾祖：城阳荒王刘顺
- 祖父：式节侯刘宪
- 父亲：式侯刘萌
- 弟弟：刘茂、刘盆子